# Johann Heinrich Merck

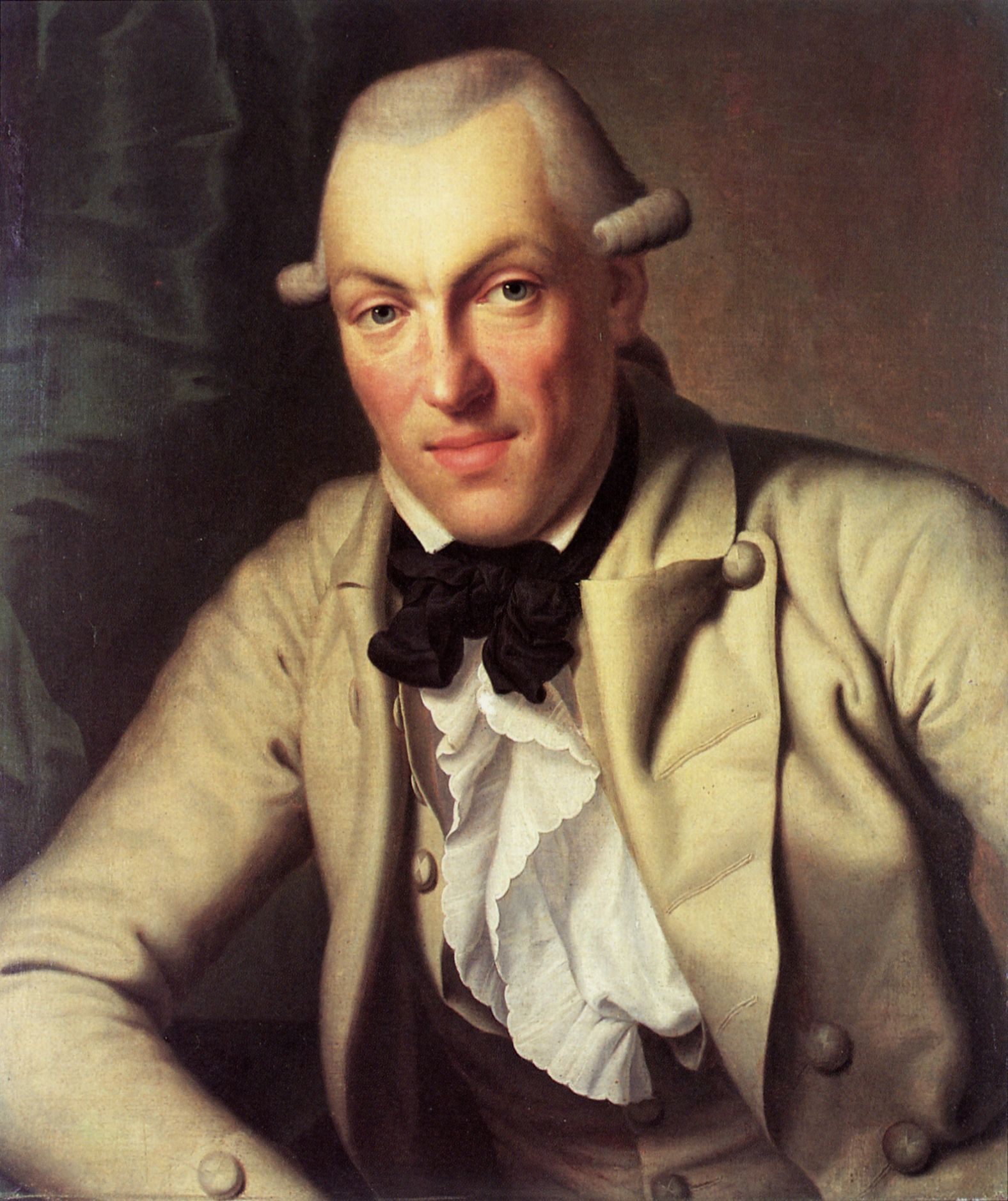
Johann Heinrich Merck (1741-1791)

Johann Heinrich Merck (Darmstadt, 11 de abril de 1741 - ibídem, 27 de junio de 1791) fue un crítico y escritor alemán, con una destacable influencia sobre el movimiento literario Sturm und Drang que se desarrolló en su país durante la segunda mitad del siglo XVIII, con Goethe como figura más destacada. 

## Vida y obra
Estudió derecho en Gießen, y en 1768 comenzó a trabajar en el departamento de Hacienda de Darmstadt. Durante varios años ejerció una considerable influencia en el movimiento literario en Alemania; ayudó a fundar el Frankfurter gelehrte Anzeigen en 1772, y fue uno de los principales colaboradores de Allgemeine Bibliothek.
En 1773 acompañó a la noble Carolina de Hesse-Darmstadt a San Petersburgo, y a su regreso fue huésped del duque Carlos Auguso de Weimar en el castillo de Wartburg. Especulaciones desafortunadas lo llevaron a acusaciones de irresponsabilidad en el manejo del dinero público en 1788, y a pesar de que sus amigos, entre ellos Goethe, estuvieron prestos a asistirlo, sus pérdidas económicas —junto a la muerte de cinco de sus hijos— lo llevaron al suicidio el 27 de junio de 1791.
Destacó principalmente como crítico; su percepción entusiasta, perspicacia crítica y gusto refinado lo convirtieron en una guía valiosa para los escritores jóvenes del movimiento literario Sturm und Drang. También escribió algunos tratados, principalmente sobre literatura y arte (especialmente pintura), y algunos poemas y cuentos (estos últimos sin demasiada relevancia). Su correspondencia es interesante e instructiva, y da a conocer las condiciones literarias de su época.

## Publicaciones
- Su libro "Ausgewählte Schriften zur schönen Literatur und Kunst" (Escritos Seleccionados de Literatura y Bellas Artes) fue publicado en 1840, con una biografía.